# Ulrich Wehling
Ulrich Wehling (Halle, 8 luglio 1952) è un dirigente sportivo ed ex combinatista nordico tedesco.
Durante la sua carriera agonistica gareggiò per la Nazionale di sci nordico della Germania Est.
È marito della slittinista Eva-Maria Wernicke, a sua volta sportiva invernale di alto livello.

## Biografia

### Carriera sciistica
Nato in Germania Est, da adolescente iniziò a gareggiare nel salto con gli sci, dove ottenne subito ottimi risultati. Si cimentò allora nella combinata nordica, dove aveva però problemi con il fondo, non possedendo una naturale attitudine verso questa disciplina. Con grande volontà e allenamenti durissimi riuscì a farsi notare dai responsabili della sua nazionale, che lo portarono agli XI Giochi olimpici invernali di Sapporo 1972 per fare esperienza. A sorpresa Wehling riuscì invece a vincere, diventando a 19 anni il più giovane campione olimpico della storia della combinata nordica.
Ai Mondiali del 1974, a Falun, Wehling vinse l'oro alla sua prima partecipazione iridata, mentre l'anno successivo s'impose al Trofeo Holmekollen, successo che avrebbe replicato nel 1976 e nel 1977. 
Rappresentò la Germania Est ai XII Giochi olimpici invernali di Innsbruck 1976, dove bissò l'oro di Sapporo, e sfilò come portabandiera della delegazione tedesco orientale alla cerimonia di chiusura. Ai Mondiali di Lahti del 1978 ottenne il bronzo. 
Ai XIII Giochi olimpici invernali di Lake Placid 1980 vinse per la terza volta la medaglia d'oro, con la quale concluse la sua carriera agonistica.

### Carriera dirigenziale
Nel 1982 divenne segretario generale della Federazione tedesca orientale nella sua specialità, carica che gli venne confermata anche nella Federazione sciisitca della Germania riunificata, e dal 1992 è dirigente della Federazione Internazionale Sci (FIS), direttore sportivo per la combinata nordica.

## Palmarès

### Olimpiadi
- 3 medaglie:
  - 3 ori (individuale a Sapporo 1972; individuale a Innsbruck 1976; individuale a Lake Placid 1980)

### Mondiali
- 2 medaglie:
  - 1 oro (individuale a Falun 1974)
  - 1 bronzo (individuale a Lahti 1978)

### Europei juniores
- 1 medaglia[senza fonte]:
  - 1 oro (individuale nel 1971)[senza fonte]

### Campionati tedeschi orientali
- 6 ori[3] (nel 1973[3], nel 1975, nel 1976, nel 1977, nel 1978[senza fonte], nel 1979[3])

## Statistiche
È uno dei soli sei atleti che hanno vinto tre medaglie d'oro negli sport invernali in altrettante edizioni consecutive dei Giochi olimpici, con lo svedese Gillis Grafström (Anversa 1920, Chamonix-Mont-Blanc 1924 e Sankt Moritz 1928) e la norvegese Sonja Henie (Sankt Moritz 1928, Lake Placid 1932 e Garmisch-Partenkirchen 1936) nel pattinaggio di figura, la statunitense Bonnie Blair (Calgary 1988, Albertville 1992 e Lillehammer 1994) nel pattinaggio di velocità, il norvegese Bjørn Dæhlie (Albertville 1992, Lillehammer 1994 e Nagano 1998) nello sci di fondo e il tedesco Georg Hackl (Albertville 1992, Lillehammer 1994 e Nagano 1998) nello slittino.

## Riconoscimenti
Nel 1976 venne premiato con la Medaglia Holmenkollen, uno dei riconoscimenti più prestigiosi per gli sportivi dello sci nordico.